# 長戸秀介
長戸 秀介（ながと しゅうすけ、1955年11月14日 - ）は、滋賀県出身の企業経営者、不動産投資家。日本のギタリスト、音楽プロデューサー、作詞家。株式会社チアキス取締役、音楽制作会社『レイズイン』代表。
実兄は、レコード会社『ビーイング』創業者の長戸大幸。

## 来歴
1979年にバンドWHYのギタリストとしてデビュー。1982年、音楽制作会社レイズイン設立。
また、舘ひろし主演映画「皮ジャン反抗族」に俳優として出演している。

## 出演

### 映画
- 皮ジャン反抗族（1978年、東映）

## 楽曲提供

### 作詞
- TUBE「SHINE ON」「LAST PAGE」
- 一色ゆかり「ギャンブラー」「ゴースト・タウン」
- 河井拓実「エピローグ」
- 村田有美「独り歩き」